# Aeroportul Internațional Honolulu
Aeroportul Internațional Honolulu (în engleză Daniel K. Inouye International Airport; în hawaiiană Kahua Mokulele Kauʻāina o Honolulu) (IATA: HNL, ICAO: PHNL, FAA LID: HNL) este un aeroport din Honolulu, Honolulu County⁠(d), Hawaii, Statele Unite ale Americii ce deservește zona Honolulu. Aeroportul a fost tranzitat în 2023 de 21.188.678 de pasageri. A fost deschis în 1927 și numit după Daniel Inouye⁠(d).
Situat la o altitudine de 4 m, aeroportul dispune de 4 piste. Este operat de Hawaii Department of Transportation⁠(d).

## Infrastructură

### Piste
Aeroportul dispune de 4 piste: 
- pista 04L/22R din asfalt, cu dimensiunile 6.952 picioare × 150 picioare
- pista 04R/22L din asfalt, cu dimensiunile 9.000 picioare × 150 picioare
- pista 08L/26R din asfalt, cu dimensiunile 12.312 picioare × 150 picioare
- pista 08R/26L din asfalt, cu dimensiunile 12.000 picioare × 200 picioare